# التركيبة السكانية في دبي
يقدر عدد سكان دبي بنحو 3.5 مليون نسمة اعتباراً من أبريل 2022 وفقاً للبيانات الحكومية. اعتبارًا من عام 2021، كان هناك 3.2 مليون غير إماراتي، (69% من الذكور). ويتركز حوالي 58.50% من السكان في الفئة العمرية من 25-44 عامًا. ويعود هذا التوزيع غير الطبيعي للعمر والجنس إلى النسبة الكبيرة من العمال الأجانب، ومعظمهم من الذكور في سن العمل. وكان متوسط العمر المتوقع عند الولادة 81 عامًا للذكور، و82.1 عامًا للإناث.

## الانهيار العرقي
حوالي 67% من السكان الوافدين (و71% من إجمالي سكان الإمارة) هم من جنوب آسيا. حوالي 25٪ من السكان من أصل إيراني. صنف حوالي 8% من إجمالي سكان دبي على أنهم "غربيون" كان متوسط العمر في الإمارة حوالي 27 عامًا. وفي عام 2014، قُدر أن هناك 15.54 ولادة و1.99 حالة وفاة لكل 1000 شخص.

## الثقافة
تتمتع دبي بثقافات متنوعة جميعها موجودة في نفس الوقت في المدينة. لا توجد ثقافة سائدة ترتبط بعرق معين.

## اللغات المحكية
اللغة الرسمية في دبي هي اللغة العربية، ولكن اللغة الإنجليزية هي اللغة المشتركة وهي أكثر شيوعاً في الاتصالات اليومية بين سكان المدينة من أي لغة أخرى.

## الدين
تعلن المادة 7 من الدستور المؤقت لدولة الإمارات العربية المتحدة أن الإسلام هو الدين الرسمي للدولة في الاتحاد. وتقوم الحكومة بتمويل أو دعم ما يقرب من 95% من المساجد السنية وتوظف جميع أئمة السنة. ما يقرب من 5% من المساجد السنية هي مساجد خاصة بالكامل، والعديد من المساجد الكبيرة لديها أوقاف خاصة كبيرة. يشكل الشيعة 15% من سكان الإمارات الأصليين. وللأقلية الشيعية حرية العبادة وصيانة مساجدها الخاصة. يجوز للمسلمين الشيعة في دبي متابعة قضايا قانون الأسرة الشيعية من خلال مجلس شيعي خاص بدلاً من المحاكم الشرعية.

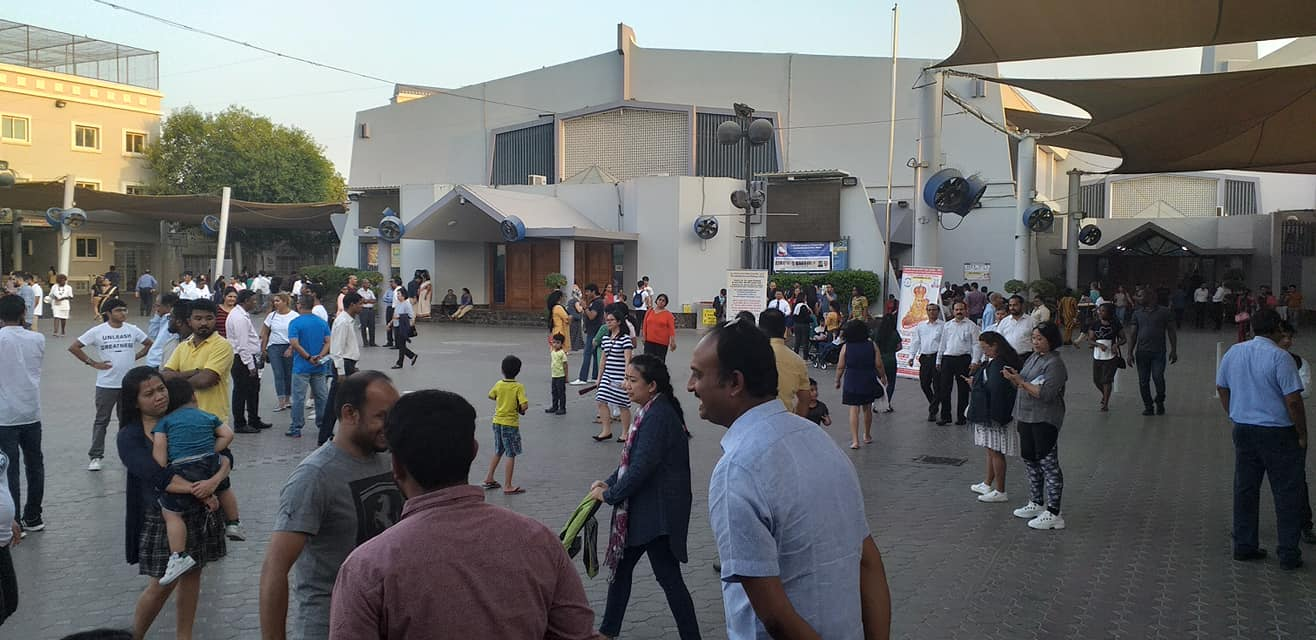
مسيحيون أمام كنيسة القديسة مريم الكاثوليكية في جبل علي بدبي

يوجد في دبي جاليات كبيرة من المغتربين من الهندوس والمسيحيين والبوذيين والسيخية وغيرهم. يمكن للمجموعات غير المسلمة أن تمتلك دور عبادة خاصة بها، حيث يمكنهم ممارسة شعائرهم الدينية بحرية، وذلك عن طريق طلب منحة أرض وإذن لبناء مجمع. يجب على المجموعات التي ليس لديها مباني خاصة بها استخدام مرافق المنظمات الدينية الأخرى أو العبادة في منازل خاصة. في حين أن دولة الإمارات العربية المتحدة لا تقدم أي طريقة على المستوى الفيدرالي لمنح الوضع الرسمي للجماعات الدينية، إلا أن الإمارات الفردية قد تمارس الاستقلال الذاتي في الاعتراف رسميًا بطائفة دينية معينة. على سبيل المثال، منحت دبي الوضع القانوني لكنيسة يسوع المسيح لقديسي الأيام الأخيرة في عام 1993. كما أن دبي هي الإمارة الوحيدة التي لديها معابد هندوسية ومعبد للسيخ غوردوارا.

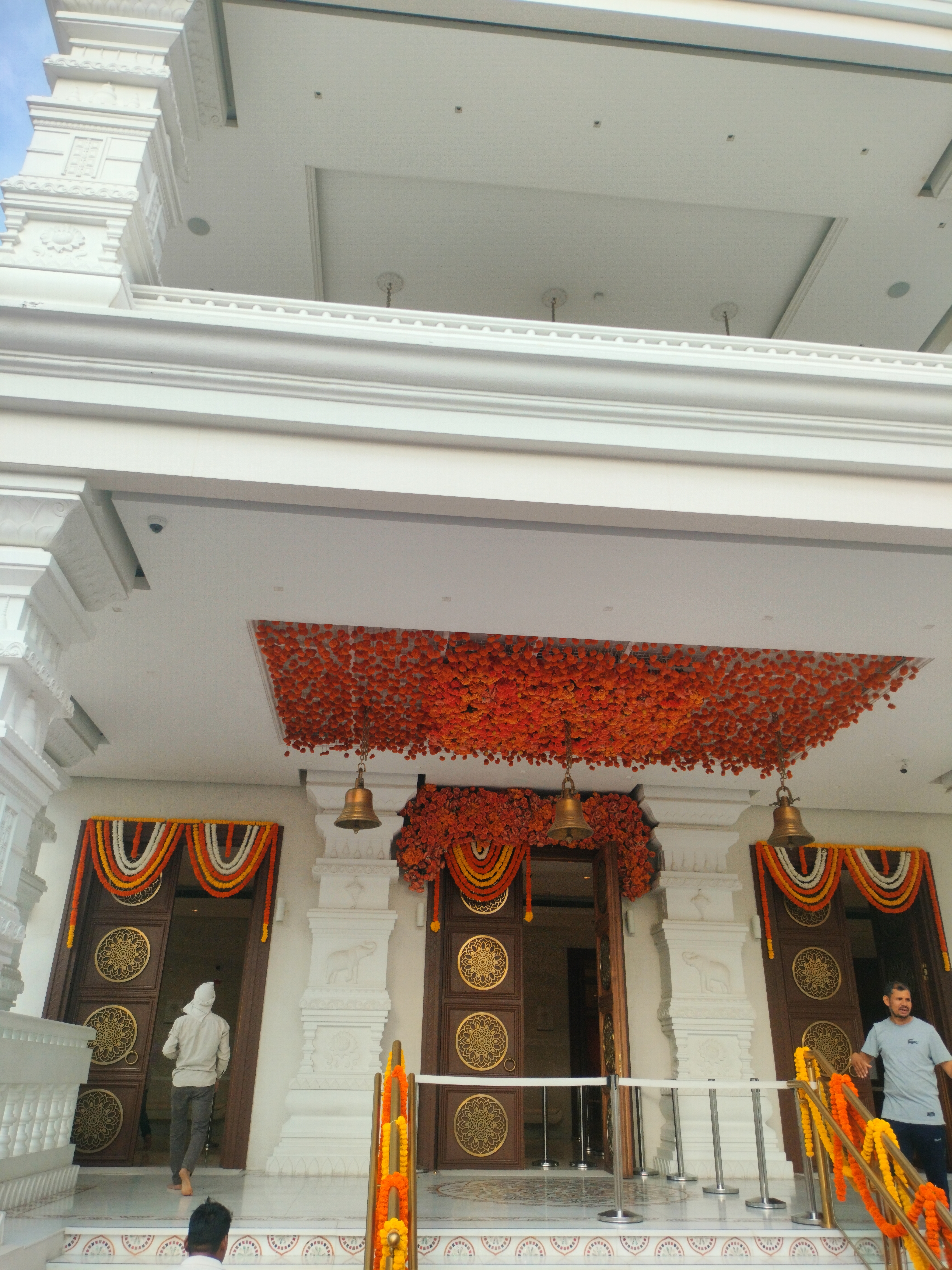
المعبد الهندوسي في دبي

حيث تم افتتاح أول معبد هندوسي في الإمارات العربية المتحدة بإمارة دبي في عام 2022 حيث تم بناء المعبد بتكلفة حوالي (16 مليون دولار) 

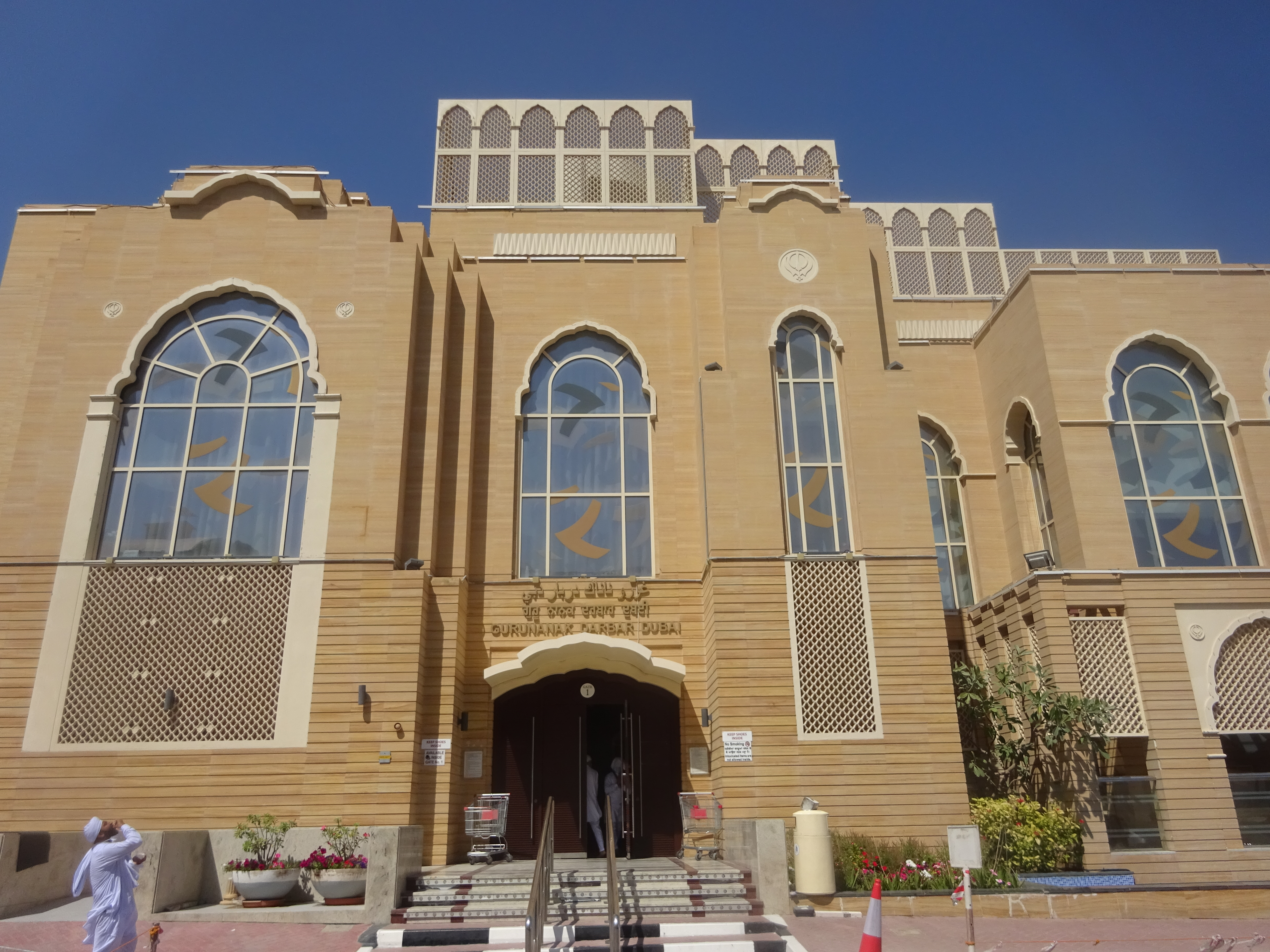
غورو ناناك دربار دبي

كما تأسس غورو ناناك دربار وهو غوردوارا للسيخ (مكان عبادة) في جبل علي في دبي، في عام 2012 لخدمة سكان السيخ في الإمارة.
وفي أوائل عام 2001، وضع حجر الأساس لبناء عدة كنائس إضافية على قطعة أرض في جبل علي تبرعت بها حكومة دبي لأربع طوائف بروتستانتية وكنيسة رومانية كاثوليكية. بدأ بناء أول كنيسة للروم الأرثوذكس في دبي (تسمى كنيسة القديسة مريم (دبي)) في نهاية عام 2005. كما تبرعت الحكومة بأرض بناء الكنيسة إلى طائفة الروم الأرثوذكس في دبي.
يقتصر الدعم المالي للجماعات غير المسلمة من حكومة دبي على الأراضي المتبرع بها لبناء الكنائس والمرافق الدينية الأخرى، بما في ذلك المقابر. ويُسمح لهم بجمع الأموال من رعاياهم وتلقي الدعم المالي من الخارج. يُسمح للمجموعات الدينية غير الإسلامية بالإعلان علنًا عن وظائف المجموعة.